# ヤルカンド駅
ヤルカンド駅は、 中華人民共和国 新疆ウイグル自治区 カシュガル地区 ヤルカンド県にあり、 喀和線の駅で、2010年に建設され、ウルムチ鉄道局の管轄である。  

## 駅周辺
- ヤルカンド県人民病院城南支店
- ヤルカンド県保健局
- ヤルカンド県公安局
- ヤルカンド県人民裁判所
- ヤルカンド県森林警察署

## 歴史
- 2010年に構築された。

## 参考資料
1. ↑  “喀什车务段概况”.  中国铁路总公司. 2017年7月22日閲覧。
2. ↑  莎车火车站介绍